# الحلاول (المخادر)

تعديل مصدري - تعديل

الحلاول محلة تابعة لقرية منزل حسن، التابعة لعزلة الشرف بمديرية المخادر إحدى مديريات محافظة إب في الجمهورية اليمنية، بلغ تعداد سكانها 38 حسب تعداد اليمن لعام 2004.